# ローラン・ファビウス
ローラン・ファビウス（ロラン・ファビュースとも、フランス語: Laurent Fabius、1946年8月20日 - ）は、フランスの政治家。社会党所属。
両親はアシュケナジムのユダヤ人で、後にカトリックに改宗している。

## 来歴
1946年8月20日にパリの高級住宅街16区に誕生する。
16区にある名門公立リセ・ジャンソン＝ドゥ＝サイイに通学し、バカロレア合格後、リセ・ルイ＝ル＝グランのグランゼコール準備級に通う。
高等師範学校に入学し、近代文学のアグレガシオンを取得した。
パリ政治学院（シアンスポ）、国立行政学院（ENA、エナ）の政官界のエリートコースを卒業する。
1974年、社会党に入党する。ミッテラン第一書記の経済顧問を務め、「ミッテランの秘蔵っ子」と呼ばれる。
1981年5月、ミッテラン政権発足と共に、予算担当相に就任する。
1983年には産業・研究相に就任し、さらに1984年7月にはナポレオン1世以来の最年少である37歳で首相に就任した。なお、この記録は2024年1月9日に首相に就任したガブリエル・アタルにより40年ぶりに破られた。
1981年より続いていた同政権の社会主義的政策を急転換させ、緊縮財政・市場経済重視の政策を行なった。
1985年予算案は経済再建を軸にした超緊縮型予算で、歳入面では所得税・法人税の減税、社会保障関係の国民・企業負担の軽減、社会保障支出削減が打ち出された。
インフレ政策は成功し、1981年に14パーセントを記録したインフレ率も、1985年には5パーセント以下となった。
ただ、失業者対策は完全に破綻し、1980年から1985年の間に失業者の数は約75万人増加した。1985年には失業率は10.4パーセント、失業者の数は300万人に達した。
在任中はミッテラン大統領よりも人気があったが、1986年3月の国民議会選挙で社会党が敗北し、首相を辞任した。
1988年6月から3年間、国民議会議長を務める。
1992年1月、社会党第一書記に就任する。その後、首相在任中の薬害エイズ事件の罪で起訴されたが、2000年3月、ジョスパン政権で経済・財務・産業相に就任し、政治的復活を果たした。
1995年から2000年までル・グラン＝ケヴィイー市長を務める。
2005年の欧州憲法批准問題では社会党が批准に賛成する方針であったが、ファビウスは反対に回った。
2007年フランス大統領選挙では、社会党の大統領選挙候補者に立候補したが、2006年11月党大会でファビウス、セゴレーヌ・ロワイヤル、ドミニク・ストロス＝カーンによる選挙の結果、ロワイヤルが公認候補者となった。
2012年に発足したフランソワ・オランド政権では5月16日付で外相に就任し、2016年2月11日まで務めた。
2024年3月現在、存命のフランスの行政の長(首相・大統領)の経験者としては最古参となっている(最高齢は第14代首相のエドゥアール・バラデュール、大統領はいずれも21世紀になってから就任)。

## 栄典
- 1984年 - 国家功労勲章グランクロワ
- 1990年 - イタリア共和国功労勲章
- 2008年 - レジオンドヌール勲章グランクロワ
- 2013年5月31日 - 旭日大綬章